# Pendrive

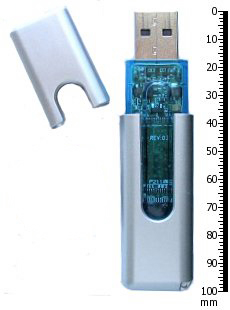
Egy külsőleg nagyobb pendrive levett védőkupakkal

A pendrive (hordozható adattároló) USB-csatlakozóval egybeépített flash memória. Tárolási kapacitása (elvileg 8 MB-tól, gyakorlatilag) 256 MB-tól 2 TB-ig terjed. Némelyik képes 10 évig megőrizni az adatokat, és egymillió írási-törlési ciklust is kibír. A modern operációs rendszerekkel szabványos USB mass storage szabványt használja. Önállóan nem képes adatcserére, csak személyi számítógépre vagy a megfelelő csatlakozással ellátott író/olvasó egységre csatlakoztatott állapotban, arról vezérelve. Jellemző adatátviteli sebessége USB 2.0 feltételek megléte esetén 6 MB/s, USB 1.0 szabványnál kb. 1,5 MB/s. Az elektromos csatlakozás védelme érdekében védőkupakkal készül, de létezik védőkupak nélküli és kitolós változat is.

## Története
A pendrive kifejlesztésének elsőségét több cég is magának igényli. A Trek nevű cég kezdte először forgalmazni a 2000-es év elején, viszont az ő szabadalmuk nem írja le pontosan ezt az eszközt, inkább egy szélesebb adattároló-családdal foglalkozik.
Az izraeli M-Systems cég 1999. október 12-én regisztrált egy honlapot, mellyel a pendrive-megoldásuk reklámozását célozták. Termékük 2001-ben IDEA díjat nyert. Az IBM foglalkozott termékük terjesztésével, de csak 2000. december 15-től lehetett vásárolni tőlük.

## Felépítése
A pendrive egy kis méretű nyomtatott áramkört tartalmaz, a ráerősített fémcsatlakozóval, általában egy műanyag tokba téve. A tokozása a felhasználói igényektől függően változatos: van por‑ és cseppálló kivitele, kiemelten ütésálló kivitele is. A csatlakozója a személyi számítógépeken elterjedt „A típusú” USB csatlakozó. Önálló áramforrásuk csak akkor van, ha egyéb szolgáltatással is rendelkeznek, például adatmennyiség-kijelzés vagy MP3-zenelejátszás, diktafon funkció.

### Fájlrendszere
A pendrive-ok általánosan FAT vagy FAT32 fájlrendszerrel vannak előformázva, azonban NTFS-sel vagy más fájlrendszerrel is formázhatók. A merevlemezekhez hasonlóan futtathatók rajta hibajavító, adat-helyreállító programok. Töredezettség-mentesítés nem szükséges, mivel a flash memória „random elérésű” tárolással dolgozik, így az adatok sorrendiségének általában nincs jelentősége.

### Használata
A pendrive gyorsan felváltotta a megjelenésekor elavultnak számító, de nagy mértékben elterjedt hajlékonylemezeket hasonló blokkonkénti írási tulajdonsága miatt. Gyakran felváltja az optikai lemezeket is, mivel kapacitása mára meghaladta őket, mérete kisebb, kezelése kevésbé körülményes.
Gyakran használják speciális rendszerindításra: operációs rendszer telepítése, helyreállító rendszerek futtatása céljából.

## Magyar elnevezése
Magyarországon elterjedt neve a pendrive, amely egy, a winchesterhez hasonló pszeudoanglicizmus, más nyelveken – beleértve az angolt – nem, vagy csak elvétve használják. Winchester volt a kódneve egy kettős szerkezetű merevlemez egységnek, amelyet az IBM fejlesztett ki 1973-ban IBM 3340 jelöléssel. Ennek kettős felépítése viszont egy népszerű vadászfegyverre utal, a John Browning által 1894-ben kifejlesztett kétcsövű változatra.
A pendrive elnevezés a töltőtollhoz hasonló méretekre és annak hosszúkás formájára utal; úgy lehet zsebre rakni, mint egy tollat.
Magyarosított elnevezése, a memóriakulcs, azonban nem terjedt el.